# 스웨덴 민주당
스웨덴 민주당 (~ 民主黨, 스웨덴어: Sverigedemokraterna, SD)은 스웨덴의 우파 정당으로, 1988년 설립되었다. 2018년 스웨덴 의회선거 결과, 스웨덴 사회민주노동자당, 온건당에 이어 제3당으로 부상하였고 2022년 스웨덴 의회선거에서 제1야당이 되었다.

## 역사
1988년에 스웨덴당이 당명을 변경되면서 창립했다. 같은 해 총선에서 1118표를 득표했으나 의석을 획득하진 못했다. 1991년 총선에서 최초로 지방 의원이 당선되었다. 1992년에 초대 당수인 앤더스 클라스트롬가 되었다. 1994년 총선에서 5명의 지방 의원을 당선시켰다. 1995년에 앤더스 클라스트롬이 물러나면서 미카엘 얀손이 당수가 되었다. 1998년 총선에서 8명의 지방 의원을 배출했고 2002년 총선에서 스웨덴 의회에 의석이 없는 군소 정당 중에서 가장 규모가 컸다. 2005년에 미카엘 얀손이 물러나면서 임미 오케손이 되었다.
2010년 총선에서 스웨덴 의회 20석을 획득하면서 정당 창당이래 최초로 의회에 진출하게 되었다. 2012년부터는 극단주의, 범법행위, 인종주의에 반대한다고 선언하고 있다. 2014년 총선에서 801,178표를 득표하면서 49석을 획득했다. 같은 해 유럽 의회 선거에서 2석을 획득하면서 최초로 유럽 의회에 진출하게 되었다.
2018년 총선에서 17.5%를 득표하여 제3당의 자리로 급부상했고, 2022년 총선에서는 다른 우파 정당과 연합하여 20.5%를 득표하고 제2당의 위치를 차지하게 되었다. 2022년 총선 이후 집권한 온건당의 울프 크리스테르손 내각에는 참여하지 않았으나 신임을 유지하기로 합의를 이루며 처음으로 스웨덴 정부에 직접 영향을 미치게 되었다.

## 정책
스스로는 당의 성향을 사회보수주의, 우익대중주의, 유럽회의주의로 규정하고 있지만 반이민주의, 반이슬람주의, 이민자 추방을 주장하고 있다. 또한 유럽 연합에 대해 부정적인 태도를 가지고 있는데 유로화 도입과 터키의 유럽 연합 가입을 반대하고 있다. 그 밖에 가석방이 없는 무기징역형 강화, 소아 성범죄자에 대한 공개 등록과 노인 학대 처벌하는 안건과 연금 생활자의 경제 여건 개선을 강령으로 하고 있다.

## 역대 당 대표
| #   | 대표              | 기간                  | 비고 |
| --- | ----------------- | --------------------- | ---- |
| 1대 | 앤더스 클라스트롬 | 1992년부터 1995년까지 |      |
| 2대 | 미카엘 얀손       | 1995년부터 2005년까지 |      |
| 3대 | 임미 오케손       | 2005년부터 현재까지   |      |

## 역대 총선거 결과

### 스웨덴의회 선거
| 연도   | 득표수    | 득표율    | 의석 수  | 의석 수 변동 | 비고 |
| ------ | --------- | --------- | -------- | ------------ | ---- |
| 1988년 | 1,118     | 0.0       | 0 / 349  |              |      |
| 1991년 | 4,887     | 0.1       | 0 / 349  | 0            |      |
| 1994년 | 13,954    | 0.3       | 0 / 349  | 0            |      |
| 1998년 | 19,624    | 0.4 (#8)  | 0 / 349  | 0            |      |
| 2002년 | 76,300    | 1.4 (#8)  | 0 / 349  | 0            |      |
| 2006년 | 162,463   | 2.9 (#8)  | 0 / 349  | 0            |      |
| 2010년 | 339,610   | 5.7 (#6)  | 20 / 349 | 20           |      |
| 2014년 | 801,178   | 12.9 (#3) | 49 / 349 | 29           |      |
| 2018년 | 1,100,266 | 17.6 (#3) | 62 / 349 | 13           |      |

### 유럽의회 선거
| 연도   | 득표수  | 득표율 | 의석 수 | 의석 수 변동 | 비고 |
| ------ | ------- | ------ | ------- | ------------ | ---- |
| 1999년 | 8,568   | 0.3    | 0 / 22  |              |      |
| 2004년 | 28,303  | 1.1    | 0 / 19  | 0            |      |
| 2009년 | 103,584 | 3.3    | 0 / 20  | 0            |      |
| 2014년 | 359,248 | 9.7    | 2 / 20  | 2            |      |

## 같이 보기
- 스웨덴의 정당